# Dyopedos unispinus
Dyopedos unispinus är en kräftdjursart som först beskrevs av Gurjanova 1951.  Dyopedos unispinus ingår i släktet Dyopedos och familjen Podoceridae. Inga underarter finns listade i Catalogue of Life.